# Красне (озеро)
Кра́сне або Ас (крим. As, Ас) — безстічне солоне озеро лиманного типу в Красноперекопській міськраді Криму. Площа озера 23,5 км2, середня глибина — 1,5 м, витягнуте в меридіональному напрямку: при довжині понад 13 км максимальна ширина озера — 2,5 км.
Розділене дамбою на дві частини, які іноді позиціюються, як окремі озера. Північна частина озера використовується як накопичувач-випарник промислових стоків (сировинна база) Кримського содового заводу, південна частина служить зоною відпочинку жителям міста Красноперекопська.